# Циліарне тіло

1 - Склера. 2 - Судинна оболонка. 3 - Шлеммів канал. 4 - Корінь райдужки. 5 - Рогівка. 6 - Райдужка. 7 - Зіниця. 8 - Передня камера ока. 9 - Задня камера ока. 10 - Війчасте тіло. 11 - Кришталик. 12 - Скловидне тіло. 13 - Сітківка. 14 - Зоровий нерв. 15 - Зонулярні волокна.

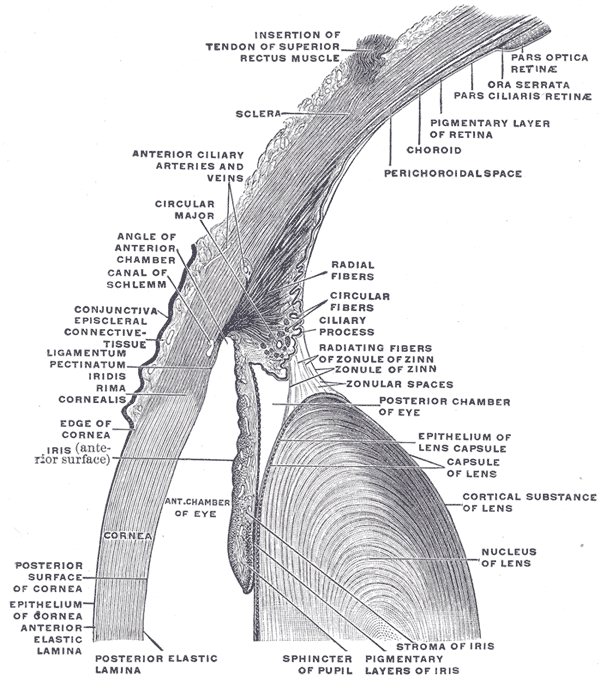
Сагітальний переріз верхньої частини очного яблука

Циліарне тіло або війчасте тіло, війкове тіло (лат. corpus ciliare від лат. cilia — війка) — це частина середньої (судинної) оболонки ока, яка служить для підвішування кришталика і забезпечення процесу акомодації. Крім того, циліарне тіло бере участь у продукування водянистої вологи камер ока, виконує роль теплового колектора ока.

## Анатомія
Циліарне тіло являє собою замкнуте кільце, розміщене під склерою між райдужкою і власне судинною оболонкою. Циліарне тіло не доступне для огляду, оскільки сховане за райдужкою. На меридіональному зрізі циліарне тіло має вигляд трикутника. Місце переходу хоріоідеї у війчасте тіло збігається з місцем переходу зорової частини сітківки в сліпу і називається зубчастим краєм (ora serrata). 
Від внутрішньої частини кільця в сторону кришталика відходять циліарні відростки (processus ciliares). Сукупність відростків являє собою циліарну корону (corona ciliaris). 
Від цих відростків відходять радіально дуже тонкі зонулярні волокна (fibrae zonulares), що кріпляться до екватора кришталика. Сукупність цих волокон називається цинновою зв’язкою або війчастим пояском (zonula ziliaris).
В товщі циліарного тіла знаходяться гладкі міоцити циліарного м’яза (війчастого м'яза, musculus ciliare). У м'язі виділяють меридіональні (поздовжні), радіальні та циркулярні волокна.
Циліарний м'яз інервується окоруховим нервом (ІІІ пара черепно-мозкових нервів). Переключення парасимпатичних волокон здійснюється в циліарному вузлі. Чутливі волокна відходять від циліарного тіла у вигляді коротких і довгих циліарних нервів, які є гілками трійчастого нерва (V пара черепно-мозкових нервів).

## Гістологія
Циліарне тіло утворюється з високоваскуляризованої рихлої сполучної тканини й гладких міоцитів.
Ззовні циліарне тіло і його відростки покриті циліарною частиною сітківки (pars ciliaris retinae), яка разом з райдужковою частиною сітківки (pars iridica retinae) утворює сліпу частину сітківки (pars caeca retinae). Епітелій — двохшаровий. Внутрішній шар епітеліальних клітин пігментований, зовнішній — непігментований. Саме ці непігментовані епітеліальні клітини беруть участь у продукуванні водянистої вологи і гіалуроної кислоти.

## Акомодація
Скорочення циліарного м’яза викликає фокусування зору на близьких предметах. Скорочення циліарного м’яза веде за собою зменшення внутрішнього простору, через що, натяг зонулярних волокон зменшується. Завдяки власній еластичності кришталик округлюється, зменшується його радіус кривизни. Це призводить до проєкції на сітківку чіткого зображення предметів, що розташовані на близькій відстані. 
При розслабленні м’яза зонулярні волокна знову натягуються і кришталик знову сплющується. Фокус віддаляється.

## Клінічне значення
Відрив зонулярних волокон призводить до зміщення кришталика (вивих кришталика).
Болі при викликані спазмом циліарного тіла, що супроводжується болями можуть обумовлюватися запаленням передніх відділів ока. Запалення війчастого тіла називається цикліт.
Циліарне тіло є головною мішенню деяких ліків проти глаукоми (апраклонідіну), оскільки воно відповідає за продукування водянистої вологи камер ока. Гальмування цього процесу призводить до зниження внурішньоочного тиску.
У новонароджених циліарний м'яз розвинений недостатньо, він дуже витончений, однак до другого року життя вже набуває здатності акомодувати.
При значному зниженні секреції війчастим тілом водянистої вологи зменшується внутрішньоочний тиск і наступає атрофія очного яблука.